# Malandrines
Malandrines es la denominación histórica de los mercenarios componentes de las compañías blancas de Bertrand du Guesclin, que intervinieron en la guerra civil castellana en apoyo del bando de Enrique II de Trastamara.

Especie de gente armada que desde el tiempo de Luis VIII hasta Carlos V de Francia habitaron en aquel reino. La mayor parte de sus individuos también llamados aventureros y tarde-venidos, eran soldados licenciados o gente que no estaba acostumbrada a trabajar, los cuales vivían del robo y cometiendo mil otras maldades en los pueblos y caminos. Esta clase de bandidos solían elegir por jefes a aquellas personas de distinción que por algún lance o aventura particular se hallaban proscritos o en desgracia con el soberano. Los malandrines se hicieron temibles por sus excesos en Francia. Después pasaron a Italia y últimamente Beltran de Guesclin logró libertar a su patria de una gente tan malvada conduciéndolos a España so pretexto de la guerra contra los moros.

Término que el DRAE define como "maligno, perverso, bellaco", cuya etimología proviene de la palabra italiana malandrino, que en esa lengua significa "salteador". En el uso actual queda un efecto en cierto modo anacrónico, tal como puede asociarse a su frecuente aparición en la literatura clásica, particularmente en la obra de Cervantes:

... si pudiera subir o apearme, que yo te hiciera vengado, de manera que aquellos follones y malandrines se acordaran de la burla para siempre, aunque en ello supiera contravenir a las leyes de la caballería...
... los malandrines encantadores que la transformaron en labradora....
Y el prudentísimo Cide Hamete dijo a su pluma: «Aquí quedarás colgada desta espetera y deste hilo de alambre, ni sé si bien cortada o mal tajada péñola mía, adonde vivirás luengos siglos, si presuntuosos y malandrines historiadores no te descuelgan para profanarte.
Don Quijote, I Parte, cp. XVIII, II Parte, cp. LXXIII, II Parte, cp. LXXIIII